# Moe (Victoria)
Moe is een stad in de staat Victoria in Australië. De stad telt ruim 15.000 inwoners (in 2005) en ligt 135 kilometer ten oosten van de hoofdstad van Victoria, Melbourne. De stad is gesticht in 1862. De naam van de stad komt uit het Kurnai (inheemse taal) en betekent 'moerasland'.
Ararat ·
Ballarat ·
Benalla ·
Bendigo ·
Geelong ·
Hamilton ·
Horsham ·
Melbourne (hoofdstad) ·
Moe ·
Morwell ·
Mildura ·
Portland ·
Sale ·
Shepparton ·
Swan Hill ·
Traralgon ·
Wangaratta · 
Warrnambool ·
Wodonga